# 佳能 EOS 400D

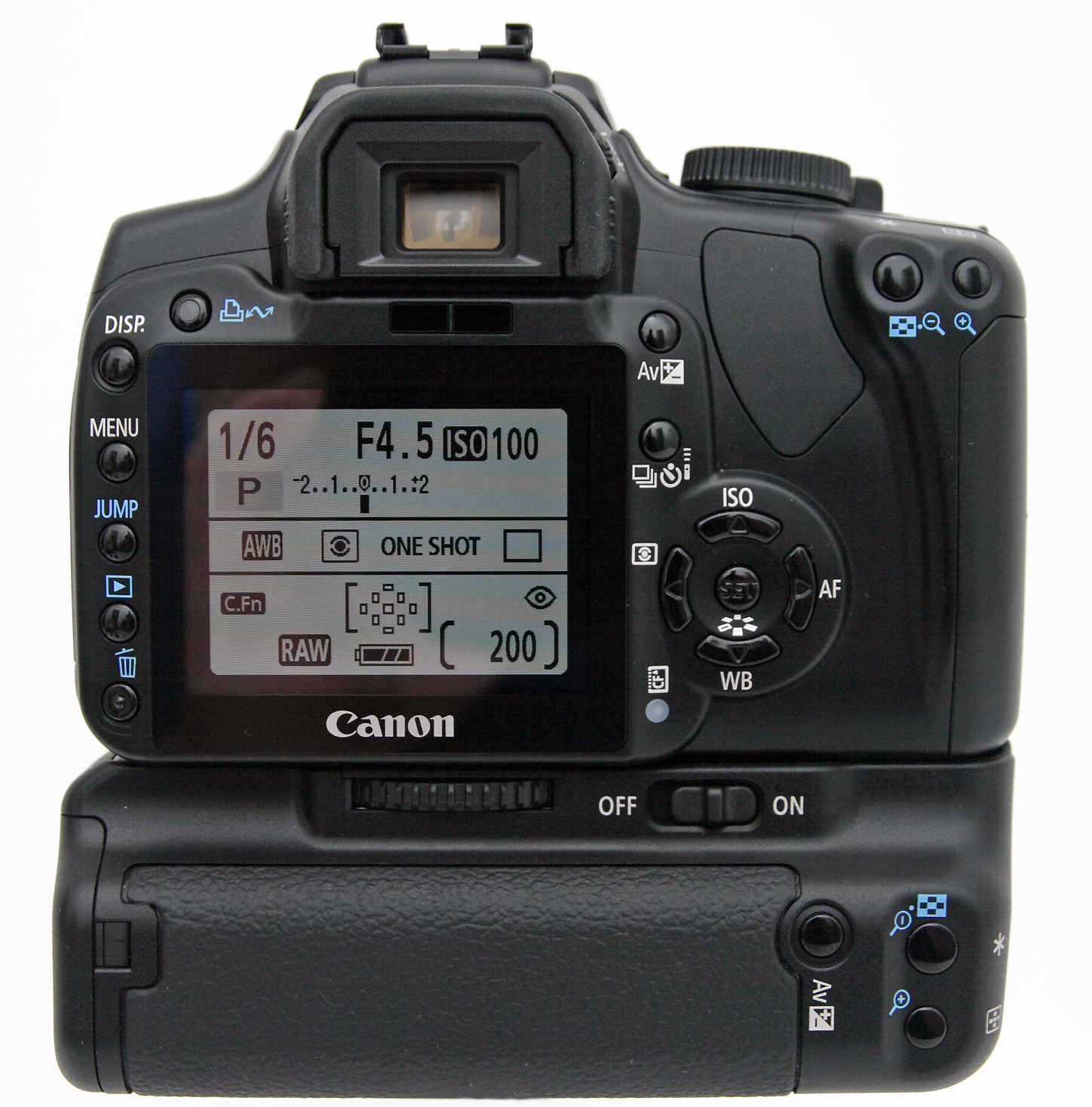
佳能 EOS 400D的液晶显示屏

佳能 EOS 400D（北美市场：Digital Rebel XTi，日本市场：EOS Kiss Digital X），是由佳能公司于2006年8月24日上市的一款消费级别数码单镜反光相机。
作为成功的佳能 EOS 350D的继任者，佳能EOS 400D具有1010万有效像素CMOS图像感应器，拥有更大的连拍缓存，EOS I.C.S感应器除尘系统和来自于EOS 30D的9点宽区自动对焦系统，并且使用2.5英寸23万像素的宽视角LCD替代了顶部的信息显示屏。
其预期售价为800美元（淨机身），或900美元（包含EF-S 18-55mm f/3.5-5.6配套镜头），以和市面上1000美元以下的千万像素数码单反争夺市场，比如索尼ALPHA DSLR-A100和尼康D80。佳能将于稍后发布包含EF-S 17-85mm f/4.0-5.6 IS USM镜头的套机。在此之前，两新款镜头已和此机同时发布:EF 50mm f/1.2L USM（现阶段佳能生产的最快速镜头）和EF 70-200 毫米 f/4L IS USM（具有光学稳定器的轻便长焦变焦镜头）。